# Xia (Šesnaest kraljevstava)
Xia (kineski: 夏, pinyin: Xia) je naziv Xiongnu države koju je 407. godine u sjevernoj Kini osnovao Liu Bobo, poglavica plemena Tiefu (kineski: 铁弗 / 鐵, Tiěfú). Predstavljalo je jedno od Šesnaest kraljevstva, a vladajuća dinastija je nosila ime Helian. Pod vlašću Liu Boboa je postala moćna, ali je nakon njegove smrti oslabila i 431. godine nestala u sukobu s državama Sjeverni Wei i Sjeverni Liang. Usprkos relativno kratkom trajanju, ostala je upamćena po svojoj prijestolnici Tongwan (u pustinji Ordos) koja se smatra najčvršćim i najbolje sagrađenim utvrđenjem svog vremena, koje je bilo u upotrebi sve do vremena dinastije Song. 

## Poglavice Tiefua i vladari države Xia
| Hramsko ime                             | Postumno ime       | Prezime i ime             | Duljina vladavine | Prijestolno ime i duljina trajanja |
| --------------------------------------- | ------------------ | ------------------------- | ----------------- | --- |
| Konvencionalno kineski: prezime, pa ime |                    |                           |                   | |
| Poglavice Tiefua                        |                    |                           |                   | |
| Nije postojalo                          | Nije postojalo     | 劉去卑 Liú Qùbēi          | 260. – 272.       | Nije postojalo |
| Nije postojalo                          | Nije postojalo     | 劉誥升爰 Liú Gàoshēngyuán | 272. – 309.       | Nije postojalo |
| Nije postojalo                          | Nije postojalo     | 劉虎 Liú Hǔ               | 309. – 341.       | Nije postojalo |
| Nije postojalo                          | Nije postojalo     | 劉務恒 Liú Wùhéng         | 341. – 356.       | Nije postojalo |
| Nije postojalo                          | Nije postojalo     | 劉閼陋頭 Liú èlòutóu      | 356. – 358.       | Nije postojalo |
| Nije postojalo                          | Nije postojalo     | 劉悉勿祈 Liú Xīwùqí       | 358. – 359.       | Nije postojalo |
| Nije postojalo                          | Nije postojalo     | 劉衛辰 Liú Wèichén        | 359. – 391.       | Nije postojalo |
| Nije postojalo                          | Nije postojalo     | 劉勃勃 Liú Bóbó           | 391. – 407.       | Nije postojalo |
| Vladari države Xia                      |                    |                           |                   | |
| Shizu (世祖 Shìzǔ)                      | Wulie (武烈 Wǔliè) | 赫連勃勃 Hèlián Bóbó      | 407. – 425.       | Longsheng (龍升 Lóngshēng) 407. – 413. Fengxiang (鳳翔 Fèngxiáng) 413-418 Changwu (昌武 Chāngwǔ) 418-419 Zhenxing (真興 Zhēnxīng) 419. – 425. |
| Nije postojalo                          | Nije postojalo     | 赫連昌 Hèlián Chāng       | 425. – 428.       | Chengguang (承光 Chéngguāng) 425. – 428. |
| Nije postojalo                          | Nije postojalo     | 赫連定 Hèlián Dìng        | 428. – 431.       | Shengguang (勝光 Shèngguāng) 428. – 431. |